# イフラ・ニーマン
イフラ・ニーマン（アラビア語: يفراح نيعمان; 英語: Yfrah Neaman, 1923年2月13日 – 2003年1月4日）はレバノン出身のユダヤ人ヴァイオリニスト。

## 経歴
サイダに生まれる。両親はパレスチナ出身のユダヤ人であった。パリでジャック・ティボーに師事した後ロンドンに移住、同地でカール・フレッシュとマックス・ロスタルに師事した。
ギルドホール音楽演劇学校で教鞭を執るかたわら、カール・フレッシュ・コンクールの芸術監督を担当した。著名な門人に、クジュシトフ・スミェタナやヴォルフガング・ダーヴィット、ラドスラフ・シュルツ、ウジェーヌ・サルブ、清水高師らがいる。
ウォルター・ピストンの《ヴァイオリン協奏曲》（1952年）ならびにロベルト・ジェラールの《ヴァイオリン協奏曲》（1955年）の英国初演を担当した。
1983年にOBEを授与されている。
ロンドンにて死去。